# 藤江リカ
藤江 リカ（ふじえ りか、1942年10月11日 - ）は、日本の元女優。本名、五十嵐 藤江。別名義に藤江 利加。
新潟県出身。中里事務所に所属していた。

## 人物
幼少時より演劇が好きで、高校を中退し日映芸術プロに在籍する。その後1961年に東映ニューフェイス第8期生となる。1962年、NETのオーディション番組『あなたをスターに』のアシスタントとして出演。『あなたをスターに』のスポンサーであるリッカーミシンに因んで芸名を「藤江 リカ」とする。
1969年のテレビドラマ『オレとシャム猫』にレギュラー出演。当時のプロフィールでは「山本周五郎作品のようなシリアス作品にも出演したいが、今はアクションものが好きです」と述べている。
その後も、テレビドラマの悪女役を中心に活動するが、2004年のテレビドラマ『牡丹と薔薇』を最後に出演作は途絶えており、2024年現在、関係者と連絡が取れない状態で一般社団法人・映像コンテンツ権利処理機構の不明権利者のリストに掲載されている。

## 出演

### テレビドラマ
- 少年ケニヤ（1961年、NET） - ポンコ
- PR野郎（1964年、CX）
- 特別機動捜査隊（NET）
  - 第128話「さすらい」（1964年）
  - 第168話「蒼い叫び」（1965年）
  - 第179話「修学旅行」（1965年）　
  - 第244話「法外者」（1966年）
  - 第366話「愛の激流」（1968年）
  - 第430話「明日からはひとり」（1970年） - 冬子
  - 第437話「恋の終着駅」（1970年）
  - 第480話「砕けた赤いダイヤ」（1971年） - 珠美
  - 第526話「ある男と女」（1971年） - 美佐子
  - 第554話「悪女の季節」（1972年） - ナオミ
  - 第591話「失われた乳房」（1973年） - 洋子
  - 第690話「泥水の流れの中で」（1975年） - お紋
  - 第719話「瞼の母が憎い」（1975年） - みゆき
  - 第721話「続・刑事はつらいよ」（1975年） - 奈津
- 悪の紋章（1965年、NET）
- 七人の刑事 第2シリーズ（TBS）
  - 第208話「隣りの部屋」（1965年）
  - 第213話「虹を討つな」（1966年）
  - 第238話「狼が来た」（1966年）
  - 第353話「夏の終わり」（1968年）
- オットいたゞき（1966年、NET）
  - 第1話「身から出たサビの巻」
  - 第2話「損して得取れの巻」
- 土曜日の虎（1966年、TBS）
- とし子さん（1966年、TBS / 国際放映）第3話「妻の座は堅し」- 田村ユキ
- 青空に叫ぼう（1967年 - 1968年、NET） - 佐野みゆき
- 東芝日曜劇場（TBS）
  - 女と味噌汁 その11（1968年）
  - 春の行くさき（1973年）
- 東京バイパス指令（1968年、NTV）
- 三匹の侍 第6シリーズ 第10話「花かげろう」（1968年、CX） - おふさ
- バンパイヤ 第23話「危し別府博士」、第24話「第三の罠」（1969年、CX） - アキ
- オレとシャム猫（1969年、TBS） - 三平純子
- 魔女はホットなお年頃（1970年 - 1971年、MBS）
- プレイガール 第93話「死んで肌身が咲くものか」（1971年、12ch）- 芸者・小雪
- 連続テレビ小説 / 繭子ひとり（1971年、NHK）
- 時間ですよ（1971年、TBS）
- 気になる嫁さん 第10話「突然の悲しみ」（1971年、NTV）
- 大忠臣蔵 第30話「刺客群山科へ」（1971年）
- なんたって18歳! 第15話「大脱走なのだ」（1972年、TBS）
- 遠山の金さん捕物帳 第111話「鬼を宿らせた女」（1972年、NET） - お千佳
- パパと呼ばないで（1972年、NTV） - 花奴
- 人造人間キカイダー 第8話「カーマインスパイダーが無気味に笑う」（1972年、NET） - 星村ユカ
- 非情のライセンス 第1シリーズ 第4話「兇悪のサファイア」（1973年、NET） - 圭子
- 若さま侍捕物手帖 第19話「怨霊寺の決闘」（1973年、KTV） - お清
- サスペンスシリーズ 人妻恐怖・地獄道路 （1973年、MBS / 東映） - 佐々木の妻
- 高校教師（1974年、12ch） - 京子（スナック京のママ）
- 大江戸捜査網（12ch→TX）
  - 第190話「傷だらけの十手」（1975年） - 小染
  - 第289話「偽情報の罠」（1977年） - おりん
  - 第335話「隠密変化! 謎の女」（1978年）
  - 第365話「人質救出に賭けた夫婦の絆」（1978年） - おかじ
  - 第470話「恐怖の美女誘拐魔 赤い罠」（1980年）
  - 第499話「隠密対殺し屋 地獄の決斗」（1981年）
  - 第507話「傷だらけの人質救出作戦」（1981年） - おかつ
  - 第535話「おんな唐人拳 望郷の孤児」（1982年） - おかつ
  - 第618話「母さんと呼んでいいかい?」（1983年） - お北
- 江戸の旋風シリーズ（CX）
  - 同心部屋御用帳 江戸の旋風II（1976年 - 1977年） - おふじ
  - 同心部屋御用帳 江戸の旋風IV 第18話「おやえと恋人たち」（1979年）
- 青春の門（1976年、MBS）
- 銭形平次（CX）
  - 第526話「あにとおとうと」（1976年） - おせい
  - 第599話「冨くじ騒動」（1977年）
- 隠し目付参上 第7話「金か命か体面か」（1976年、MBS） - お浜
- 太陽にほえろ!（NTV）
  - 第215話「七曲署一係 その一日」（1976年） - アベ質店の客
  - 第405話「時効」（1980年） - 「仙海」の女将
  - 第493話「スコッチよ静かに眠れ」（1982年） - 緒形澄江
  - 第518話「忘れていたもの」（1982年） - 負傷した男の妻
  - 第549話「ボギーとマミー」（1983年） - 茉美（「ジェスパ」のママ）
  - 第563話「たすけて!」（1983年） - 吉本敏江
  - 第672話「再会の時」（1985年） - 掃除婦
  - 第685話「ロッキーの白いハンカチ」（1986年） - 吉岡有美子
  - 第705話「一億五千万円」（1986年） - 風間菊江
- 桃太郎侍（NTV）
  - 第18話「材木河岸に消えた影」（1977年） - 染丸
  - 第166話「おしゃれ殿様」（1979年） - 遊女
- 伝七捕物帳
  - 日本テレビ版 第147話「縁は異なもの」（1977年、NTV） - お仲
  - テレビ朝日版 第5話「闇に消えた父娘星」（1979年、ANB）
- ドラマ人間模様 冬の桃 第1話（1977年、NHK）[5]
- 破れ奉行 第14話「河童のわび証文」（1977年、ANB） - お玉
- 達磨大助事件帳 第16話「あに・いもうと」（1978年、ANB） - おたき
- 西遊記 パート1 第10話「哀しき王妃 二人の玄奬」（1978年、NTV）
- がんばれ!レッドビッキーズ（1978年、ANB） - 大山春子
- 特捜最前線（ANB / 東映）
  - 第101話、第102話「拳銃哀歌」（1979年）
  - 第313話「父と子のブルートレイン!」（1983年） - 坂口夫人
- メガロマン 第8話「危機一髪! 小さな勇者」（1979年、CX） - 猿一平の母
- 俺はあばれはっちゃく 第9話「けとばせ過保護㋪作戦」（1979年、ANB/国際放映） - まさみの母
- 噂の刑事トミーとマツ（TBS）
  - 第1シリーズ
    - 第9話「トミマツのセメント詰め」（1979年）
    - 第49話「当った星占い! 今日は水難の相」（1980年） - ピンククラブのママ
    - 第57話「トミマツ腰抜け、女は魔物だ!」（1981年）

  - 第2シリーズ（1982年）
    - 第10話「マツ気絶! 巨大クレーン対トミー」 - 喫茶ウェイトレス
    - 第27話「トミマツ卒倒! 出たァ アメリカ仕込みの蛇女」 - カミソリのおゆみ
    - 第37話「死ぬぅ! トミマツの人間せんべい」 - 坂田道代の母
- 男!あばれはっちゃく（1980年、ANB） - 大島れい子
- 旅がらす事件帖 第19話「道中奉行を殺せ!」（1981年） - おかね
- 新五捕物帳（NTV / ユニオン映画）
  - 第158話「情で晴らす不義の仲」（1981年） - おしん
  - 第176話「お文恋唄」（1982年） - お律
- 秘密のデカちゃん 第22話「こりゃ大変! 夫婦関係ストライキ」（1981年、大映テレビ / TBS） - 岩井の妻[6]
- 新・必殺仕事人 第27話「主水出張する」（1981年、ABC） - 時枝
- ロボット8ちゃん 第30話「モーオ怒ったぞ! ゴキブリアン」（1982年、CX） - 斉藤哲二の母親
- 文吾捕物帳 第14話「紅かんざしの絆」（1982年、ANB）
- 右門捕物帖 第2話「同心は悲しみを越えて」（1982年、NTV / ユニオン映画）
- ザ・ハングマンシリーズ（ABC）
  - ザ・ハングマンII 第27話「癌殺人の恐怖!!人体実験の女を救え」（1982年） - 井川夫人
  - ザ・ハングマンV 第6話「愛妻家ボクサーが保険金にKOされる!」（1986年） - キャバレー「マンハッタン」のホステス
- 大岡越前（TBS）
  - 第6部 第21話「心の病の荒療治」（1982年） - お玉
  - 第12部 第15話「裏切り女房の偽証言」（1992年） - お常
  - 第13部 第8話「抜荷の鍵は仏様」（1993年） - おかつ
  - 第14部 第24話「友を裁いた名奉行」（1996年） - お力 ※藤江利加 名義
- 西部警察 PART-III 第7話「“大将”がやってきた!」（1983年、ANB） - 密輸組織の女
- 土曜グランド劇場 / 事件記者チャボ! 第26話「最後にチャボっといい感じ!!」（1984年、NTV） - 原島久江
- 母と呼ばれて（1984年、THK）
- 土曜ワイド劇場
  - 片岡孝夫の好青年探偵シリーズ 第3作「十和田湖に消えた女・連続レイプ殺人事件 死体の胸に真紅の花」（1982年、ABC）
  - 片岡孝夫の好青年探偵シリーズ 第4作「七年待った妻・裸女モデル殺人事件 私は夫に殺される!」（1984年、ABC）
  - 神父・草場一平の推理 第1作（2004年、EX）
- 暴れ九庵 第23話「契り」（1985年、KTV）
- 私鉄沿線97分署 第22話「愛のサ・ク・ラ・チ・ル!」（1985年、ANB） - カツエ（スナック「シレーヌ」ママ）
- しのぶ（1985年、THK）
- 暴れん坊将軍シリーズ（ANB）
  - 暴れん坊将軍II
    - 第101話「吉宗 越前 白洲の対決!」（1985年） - おたつ
    - 第146話「ちゃんを返して、将軍様!」（1986年） - お政

  - 暴れん坊将軍III
    - 第53話「菊乱れる非情の剣」（1989年） - おろく
    - 第125話「紅い国から来た殺人者!」（1990年） - おたき

  - 暴れん坊将軍IV 第2話「いざ成敗、天下を狙う大泥棒」（1991年） - お虎
  - 暴れん坊将軍V 第43話「天下を正した切腹訴状」（1994年） - お島 ※藤江利加 名義
- 誇りの報酬（1986年、NTV）
  - 第21話「護送車が狙われた!」 - 美容室店長
  - 第42話「狙撃者は誰を狙ったか」 - 保険会社社員
- 少年（1986年10月25日、NHK）
- 西田敏行の泣いてたまるか 第11話「犬ちゃん恋におちて」（1987年、TBS）
- ジャングル 第13話「逮捕のあと」（1987年、NTV） - 佐々木（保険外交員）
- 夏樹静子サスペンス「砂の殺意」（1987年、KTV / CX） - 看護婦長
- ザ・ドラマチックナイト「一日未亡人」（1987年、CX）
- ハロー!グッバイ 第10話「赤ちゃんは刑事が好き」（1989年、NTV）
- 水戸黄門（TBS）
  - 第19部 第25話「大工修行で悪退治 -松本-」（1990年） - おかつ
  - 第20部（1991年）
    - 第15話「女度胸の玄海節 -小倉-」 - おてる
    - 第26話「育ての親はだめ親父 -荻-」 - おかん
- 名奉行 遠山の金さん 第3シリーズ（ANB）
  - 第7話「謎の千両!二つの顔の真犯人」（1990年） - お民
  - 第23話「女房に誓った鬼十手」（1991年） - 大歌女
- 銭形平次 第4シリーズ 第12話「幽霊からの手紙」（1994年、CX）
- はるちゃん4（2000年、THK / CX） - ルミ子
- 牡丹と薔薇（2004年、THK / CX） - せい子

### 映画
- ずべ公天使（1960年、東映）
- 奥河岸の姑松（1961年、東映）
- 海道一の鬼紳士（1963年、東映）
- 処女喪失（1965年、日活）
- 喜劇 駅前競馬（1966年、東宝）
- 喜劇 駅前学園（1967年、東宝）
- 経営学入門 ネオン太平記（1968年、日活）
- 無頼非情（1968年、日活）
- 不良番長（1968年、東映）
- BG・ある19才の日記 あげてよかった!（1968年、日活）
- 無頼 黒匕首（1968年、日活）
- あらくれ（1969年、日活）
- 明治・大正・昭和 猟奇女犯罪史（1969年、東映）
- ネオン警察 女は夜の匂い（1970年、ダイニチ映配）
- 極楽坊主（1971年、日活）

### その他のテレビ番組
- あなたをスターに（1962年、NET） - アシスタント

### 舞台
- 八代亜紀公演[2]
- 由利徹公演[2]